# Ministerstwo Alii i Integracji
Ministerstwo Alii i Integracji (hebr.: משרד העלייה והקליטה, Misrad Ha-Alijja We-Ha-Klita), do 2017 Ministerstwo Absorpcji Imigrantów – izraelskie ministerstwo odpowiedzialne za ułatwianie alii – migracji Żydów do Izraela i ich integrację w izraelskim społeczeństwie.
Ministerstwo zostało utworzone w 1948 jako Ministerstwo Imigracji (Ministerstwo Alii), a pierwszym ministrem był Chajjim Mosze Szapira. Funkcjonowało do 1951. Przywrócone w 1968, do 2017 działało jako Ministerstwo Absorpcji Imigrantów.  Obecnie urzędującym ministrem jest od 2020 jest Penina Tamanu

## Ministrowie
Lista ministrów absorpcji imigrantów / alii i integracji od 1948:
| Imię i nazwisko       | Początek kadencji | Koniec kadencji     | Partia polityczna           | Rząd       | Uwagi                     |
| --------------------- | ----------------- | ------------------- | --------------------------- | ---------- | ------------------------- |
| Chajjim Mosze Szapira | 14 maja 1948      | 8 października 1951 | Zjednoczony Front Religijny | 0., 1., 2. |                           |
| Jigal Allon           | 1 lipca 1968      | 15 grudnia 1969     | Koalicja Pracy              | 13., 14.   |                           |
| Szimon Peres          | 22 grudnia 1969   | 27 lipca 1970       | Koalicja Pracy              | 15.        |                           |
| Natan Peled           | 27 lipca 1970     | 10 marca 1974       | Koalicja Pracy              | 15.        | nie był członkiem Knesetu |
| Szelomo Rosen         | 10 marca 1974     | 20 czerwca 1977     | Koalicja Pracy              | 16., 17.   | nie był członkiem Knesetu |
| Dawid Lewi            | 20 czerwca 1977   | 5 sierpnia 1981     | Likud                       | 18.        |                           |
| Aharon Abuchacira     | 5 sierpnia 1981   | 4 maja 1982         | Tami                        | 19.        |                           |
| Aharon Uzan           | 4 maja 1982       | 13 września 1984    | Tami                        | 19., 20.   |                           |
| Ja’akow Cur           | 13 września 1984  | 22 grudnia 1988     | Koalicja Pracy              | 21., 22.   |                           |
| Jicchak Perec         | 22 grudnia 1988   | 13 lipca 1992       | Szas                        | 23., 24.   |                           |
| Ja’ir Caban           | 13 lipca 1992     | 18 czerwca 1996     | Merec                       | 25., 26.   |                           |
| Juli-Jo’el Edelstein  | 18 czerwca 1996   | 6 lipca 1999        | Jisra’el ba-Alijja          | 27.        |                           |
| Ehud Barak            | 6 lipca 1999      | 5 sierpnia 1999     | Jeden Izrael                | 28.        | równocześnie premier      |
| Juli Tamir            | 5 sierpnia 1999   | 7 marca 2001        | Jeden Izrael                | 28.        |                           |
| Ariel Szaron          | 7 marca 2001      | 28 lutego 2003      | Likud                       | 29.        | równocześnie premier      |
| Cippi Liwni           | 28 lutego 2003    | 4 maja 2006         | Likud, Kadima               | 30.        |                           |
| Ze’ew Bojm            | 4 maja 2006       | 4 lipca 2007        | Kadima                      | 31.        |                           |
| Ja’akow Edri          | 4 lipca 2007      | 14 lipca 2008       | Kadima                      | 31.        |                           |
| Eli Aflalo            | 14 lipca 2008     | 31 marca 2009       | Kadima                      | 31.        |                           |
| Sofa Landwer          | 31 marca 2009     | 10 maja 2015        | Nasz Dom Izrael             | 32., 33.   |                           |
| Ze’ew Elkin           | 14 maja 2015      | 30 maja 2016        | Likud                       | 34.        |                           |
| Sofa Landwer          | 30 maja 2016      | 18 listopada 2018   | Nasz Dom Izrael             | 34.        |                           |
| Binjamin Netanjahu    | 18 listopada 2018 | 24 grudnia 2018     | Likud                       | 34.        | równocześnie premier      |
| Jariw Lewin           | 24 grudnia 2018   | 9 stycznia 2019     | Likud                       | 34.        | pełniący obowiązki        |
| Jo’aw Galant          | 9 stycznia 2019   | 17 maja 2020        | Likud                       | 34.        |                           |
| Penina Tamanu         | 17 maja 2020      |                     | Niebiesko-Biali             | 35., 36.   |                           |